# Könsasjön
Könsasjön är en sjö i Örnsköldsviks kommun i Ångermanland och ingår i Lögdeälven-Husåns kustområde.